# 12223 Hoskin
12223 Hoskin è un asteroide della fascia principale. Scoperto nel 1983, presenta un'orbita caratterizzata da un semiasse maggiore pari a 3,0340696 UA e da un'eccentricità di 0,1136760, inclinata di 10,29390° rispetto all'eclittica.